# 火箭中心 (西弗吉尼亚州)
火箭中心（英語：Rocket Center）是美国西弗吉尼亚州的一个非建制地区，位于米纳勒尔县境内。该地区实际上是一座联邦军事设施，其正式名称为阿勒格尼弹道实验室，隶属于诺斯洛普·格鲁曼公司运营的海军海上系统指挥部。火箭中心和马里兰州隔岸相望，北波多马克河流经该地区。
由于地点的特殊性，火箭中心在统计意义上没有居民，但隶属于坎伯兰小城市统计区。